# Пярнуская область
Пя́рнуская область — административно-территориальная единица Эстонской ССР, существовавшая в 1952—1953 годах.
Административный центр — город Пярну.
Пярнуская область была образована 10 мая 1952 года из частей территории Таллинской и Тартуской областей в ходе эксперимента по введению областного деления внутри союзных республик Прибалтики. Располагалась в юго-западной части Эстонии, примыкая к Рижскому заливу. Год спустя эксперимент был признан неудачным и область упразднили (Указом Президиума Верховного Совета СССР от 28 апреля 1953 года).
Область делилась на 14 районов: Абьяский, Вильяндиский, Вяндраский, Килинги-Ныммеский, Кингисеппский, Лихулаский, Мярьямаский, Ориссаареский, Пярнуский, Пярну-Ягупиский, Сууре-Яниский, Тырваский, Хаапсалуский и Хийумаский.

## Руководство области

### Партийное руководство
- май 1952 по май 1953 1-й секретарь Пярнуского областного комитета КП(б) — КП Эстонии — Меримаа, Отто Оттович